# Согнефьор
Согнефьор (на норвежки: Sognefjord), наричан „кралят на фиордите“, е най-големият и най-дълбокият фиорд в Норвегия и трети по двата показателя в света. Намира се на западното крайбрежие на страната – „най-наситената на фиорди част на света“, и по-точно в района Вестланд, северно от град Берген. Навлиза на 205 км във вътрешността на континента и има поне 12 разклонения, които представляват отделни малки фиорди.

## Образуване
Фиордът е типично следствие от ледникова дейност през последното (плейстоценско) заледяване. В образувани по-рано тектонски долини са се създали гигантски ледници, които с началото на затоплянето прези 10 000 години са се спускали по склоновете на планините към океана. Тежестта на леда е деформирала дъното на долината и го е преудълбала в значителна степен. Същевременно челото на ледника до брега на океана е довлякло голямо количество инертен материал (морени, чакъл) и така се е оформил праг, където дълбочината е само 100 м. По-късно нивото на океана се е повишило, долината е била залята и се е превърнала в дълбок залив.

## Описание
Днес Согнефьор е сред най-красивите места на света. С ширина от 2 до 4 км и с тиха повърхност, той дава отлични възможности за корабоплаване и риболов. Най-голямата му дълбочина е 1308 м – много повече от близките части на океана. Това място се намира приблизително в средата, а на цели 100 км дълбочината остава повече от 1000 м – леглото на някогашния ледник. На повечето места склоновете на фиорда са стръмни и недостъпни (т. нар. клифове). Всъщност той е обграден от високи планини, които достигат до височина 1698 м. Това затруднява прокарването на пътища по бреговете и е нужно да се построят дълги тунели. Малки селища и много ферми са възникнали на откриващите се на няколко места абразионни тераси – равни, плодородни и издигнати на 30 – 40 м над водата или в дъното на заливите, където връзката със сушата е по-достъпна. Дори най-големите от тях (като Балестранд, Хоянгер и Виксьори) нямат население повече от 1000 души. Десет норвежки общини са разположени около фиорда.
Основната част от Согнефьор (която най-общо се простира от запад на изток) има множество вътрешни разклонения (ръкави). Най-големите са:
- Фрайерландсфьор (27 км)
- Аурландсфьор (29 км)
- Ардалсфьор (16 км)

За начален се приема Лустрафьор, чиито 40 км се вдават най-навътре в сушата. В дъното му е разположено селото Скьолден

## Туризъм
Най-често туристически обиколки се извършват по водата със специални корабчета. В района е създаден националният парк Йотунхаймен, а тесният страничен фиорд Наеройфьор през 2005 г. е включен в списъка на световното културно и природно наследство на ЮНЕСКО. В най-вътрешните части са оцелели три средновековни църкви от типа ставкирка. Забележителност е и ледникът Йостедалс.